# Holes (canção)
"Holes" é uma canção escrita e gravada pelo cantor e compositor britânico Passenger. Foi escrita e produzida por Mike Rosenberg com o auxílio de Chris Valejo na produção. O seu lançamento como o terceiro single do disco ocorreu em 15 de fevereiro de 2013, através da Embassy of Music.

## Desempenho nas tabelas musicais

### Posições
| Posições (2013)                                | Melhor posição |
| ---------------------------------------------- | -------------- |
| Austrália (ARIA)                               | 20             |
| Áustria (Ö3 Austria Top 75)                    | 23             |
| Bélgica (Ultratip Bubbling Under de Flandres)  | 12             |
| O campo songid é OBRIGATÓRIO PARA PARADA ALEMÃ | 48             |
| Irlanda (IRMA)                                 | 18             |
| Países Baixos (Dutch Top 40)                   | 34             |
| Países Baixos (Single Top 100)                 | 56             |
| Eslováquia (Rádio Top 100)                     | 76             |
| Suíça (Schweizer Hitparade)                    | 71             |
| Reino Unido (UK Singles Chart)                 | 92             |